# Épîtres de Paul
Pour les articles homonymes, voir Épître (homonymie).

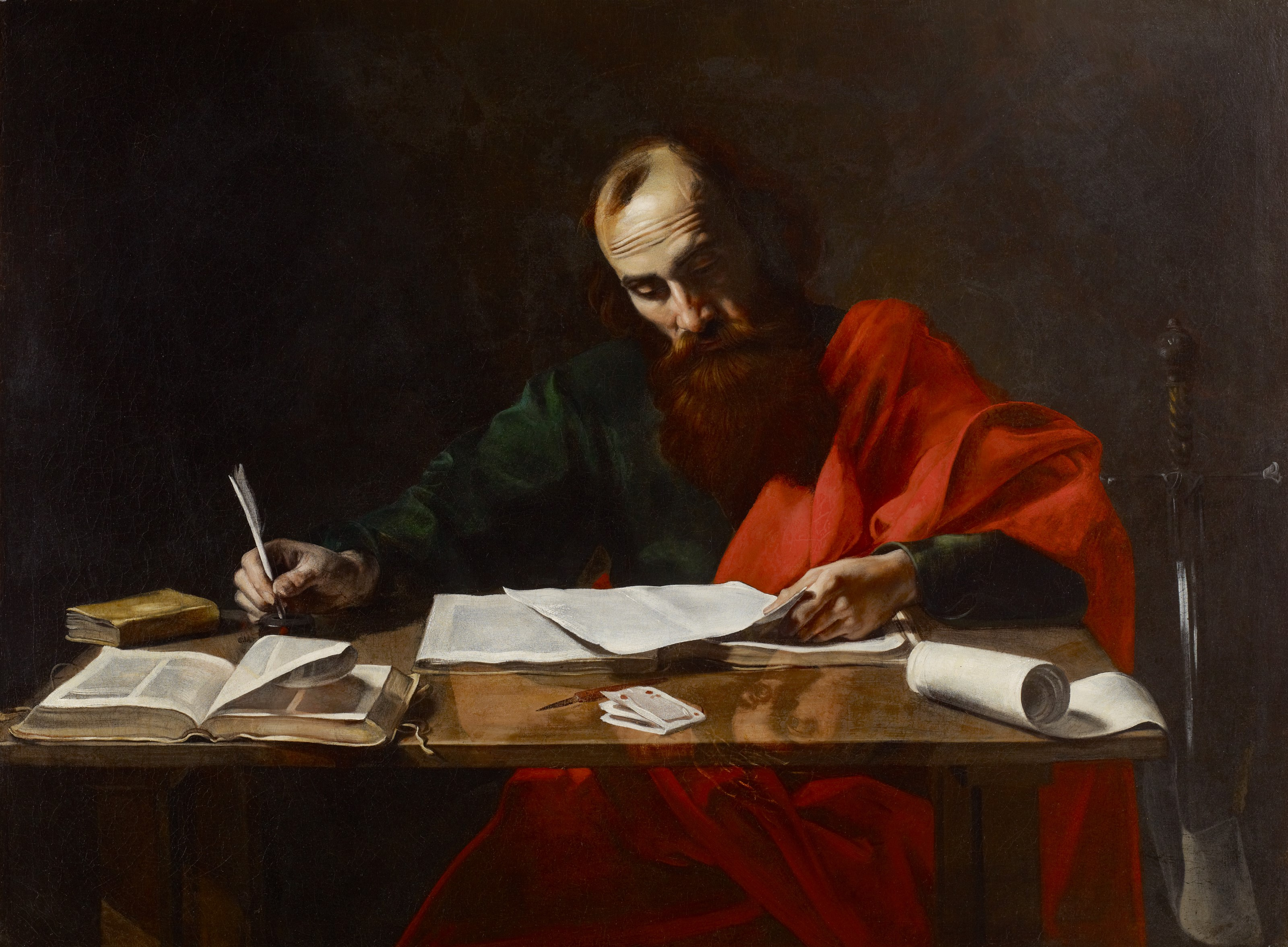
Saint Paul écrivant ses épîtres par Valentin de Boulogne (1618-1620), Musée des beaux-arts de Houston.

Les épîtres de Paul ou épîtres pauliniennes sont un ensemble de treize lettres attribuées à l'apôtre Paul de Tarse et adressées à différentes communautés chrétiennes du Ier siècle. Une quatorzième lettre, l'épître aux Hébreux, œuvre d'un auteur anonyme, leur est parfois ajoutée. Elles ont rapidement été intégrées au canon des Écritures. À partir de la fin du Ier siècle, la plupart des communautés chrétiennes utilisaient ces textes dans leur liturgie.

## Ordre canonique
Dans le Nouveau Testament, les épîtres sont classées de la plus longue à la plus courte :
| Nom de l'épître                     | Titre grec            | Titre latin                     | Abréviations  | Abréviations | Abréviations |
| Nom de l'épître                     | Titre grec            | Titre latin                     | Titre complet | Titre abrégé |              |
| ----------------------------------- | --------------------- | ------------------------------- | ------------- | ------------ | ------------ |
| Épître aux Romains                  | Προς ’Ρωμαίους        | Epistula ad Romanos             | Rom           | Rm           |              |
| Première épître aux Corinthiens     | Προς Κορινθίους Α'    | Epistula I ad Corinthios        | 1 Cor         | 1 Co         |              |
| Deuxième épître aux Corinthiens     | Προς Κορινθίους Β'    | Epistula II ad Corinthios       | 2 Cor         | 2 Co         |              |
| Épître aux Galates                  | Προς Γαλάτας          | Epistula ad Galatas             | Gal           | Ga           |              |
| Épître aux Éphésiens                | Προς ’Εφεσίους        | Epistula ad Ephesios            | Eph           | Ép           |              |
| Épître aux Philippiens              | Προς Φιλιππησίους     | Epistula ad Philippenses        | Phil          | Ph           |              |
| Épître aux Colossiens               | Προς Κολοσσαείς       | Epistula ad Colossenses         | Col           | Col          |              |
| Première épître aux Thessaloniciens | Προς Θεσσαλονικείς Α' | Epistula I ad Thessalonicenses  | 1 Thess       | 1 Th         |              |
| Deuxième épître aux Thessaloniciens | Προς Θεσσαλονικείς Β' | Epistula II ad Thessalonicenses | 2 Thess       | 2 Th         |              |
| Première épître à Timothée          | Προς Τιμόθεον Α'      | Epistula I ad Timotheum         | 1 Tim         | 1 Tm         |              |
| Deuxième épître à Timothée          | Προς Τιμόθεον Β'      | Epistula II ad Timotheum        | 2 Tim         | 2 Tm         |              |
| Épître à Tite                       | Προς Τίτον            | Epistula ad Titum               | Tit           | Tt           |              |
| Épître à Philémon                   | Προς Φιλήμονα         | Epistula ad Philemonem          | Philem        | Phm          |              |

## Authenticité

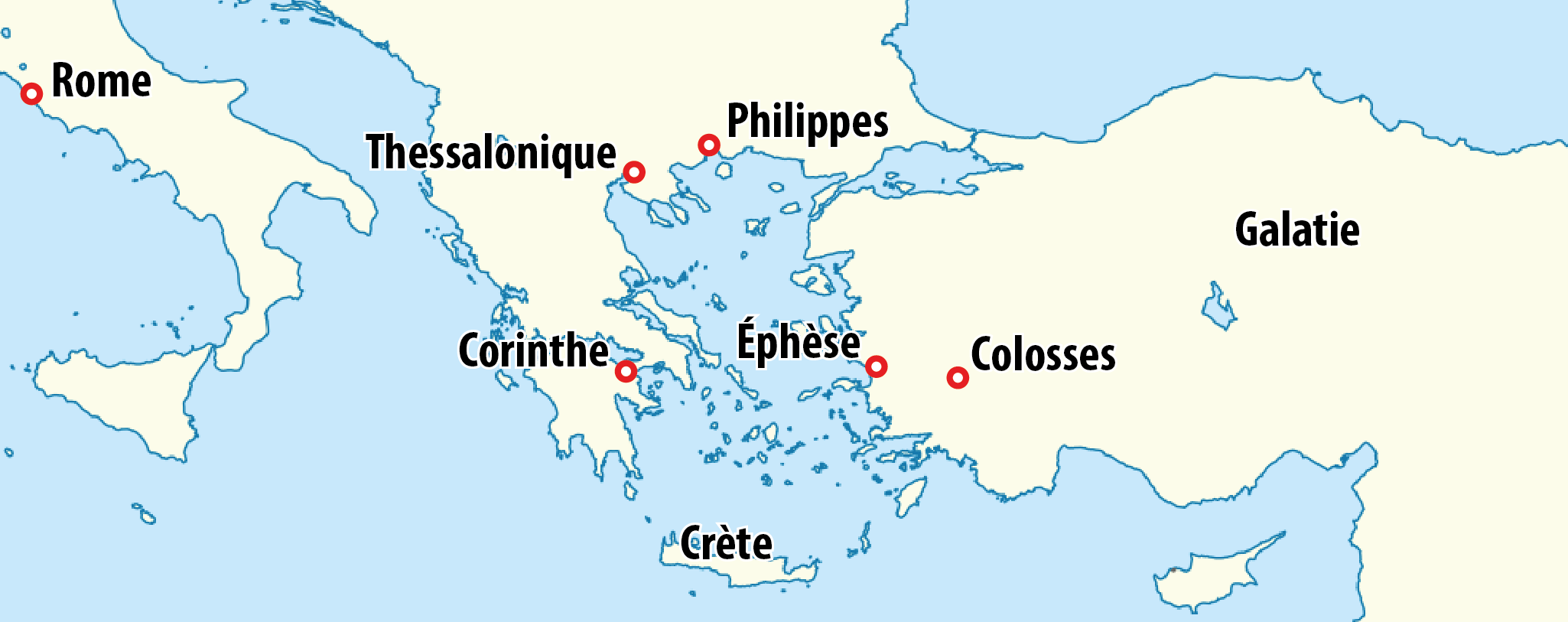
Destination des épîtres pauliniennes : Colosses (Philémon, Colossiens), Thessalonique (Première Thessaloniciens, Deuxième Thessaloniciens), Rome (Romains), Corinthe (Première Corinthiens, Deuxième Corinthiens), Galatie (Galates), Éphèse (Éphésiens, Première Timothée, Deuxième Timothée), Philippes (Philippiens), Crète (Tite).

Treize épîtres canoniques sont présentes dans le Nouveau Testament. Elles s'adressent à différentes communautés chrétiennes de l'Empire romain ainsi qu'à des proches de Paul de Tarse.
Seules sept de ces treize épîtres attribuées à Paul sont jugées authentiques par la majorité des chercheurs : Rm, 1 Co, 2 Co, Ga, Ph, 1 Th et Phm. On les appelle « épîtres proto-pauliniennes ».
Les autres sont les trois « épîtres deutéro-pauliniennes », rédigées par des disciples directs de Paul (Ép, Col et 2 Th), et enfin les trois « épîtres trito-pauliniennes » ou « pastorales », dues à des disciples plus tardifs (1 Tm, 2 Tm et Tt).

### Épîtres proto-pauliniennes (authentiques)
- Épître aux Romains
- Première épître aux Corinthiens
- Deuxième épître aux Corinthiens
- Épître aux Galates
- Épître aux Philippiens
- Première épître aux Thessaloniciens
- Épître à Philémon

### Épîtres deutéro-pauliniennes
- Épître aux Éphésiens
- Épître aux Colossiens
- Deuxième épître aux Thessaloniciens

### Épîtres trito-pauliniennes (ou «pastorales»)
- Première épître à Timothée
- Deuxième épître à Timothée
- Épître à Tite

Ces trois épîtres dites « pastorales » traitent de l'organisation des communautés. Elles sont les témoins de la transmission apostolique qui a donné naissance aux évêques, considérés dans les Églises catholique et orthodoxes comme les successeurs des apôtres. L'attribution de ces lettres à Paul n'est plus retenue.

## Date et lieu de rédaction

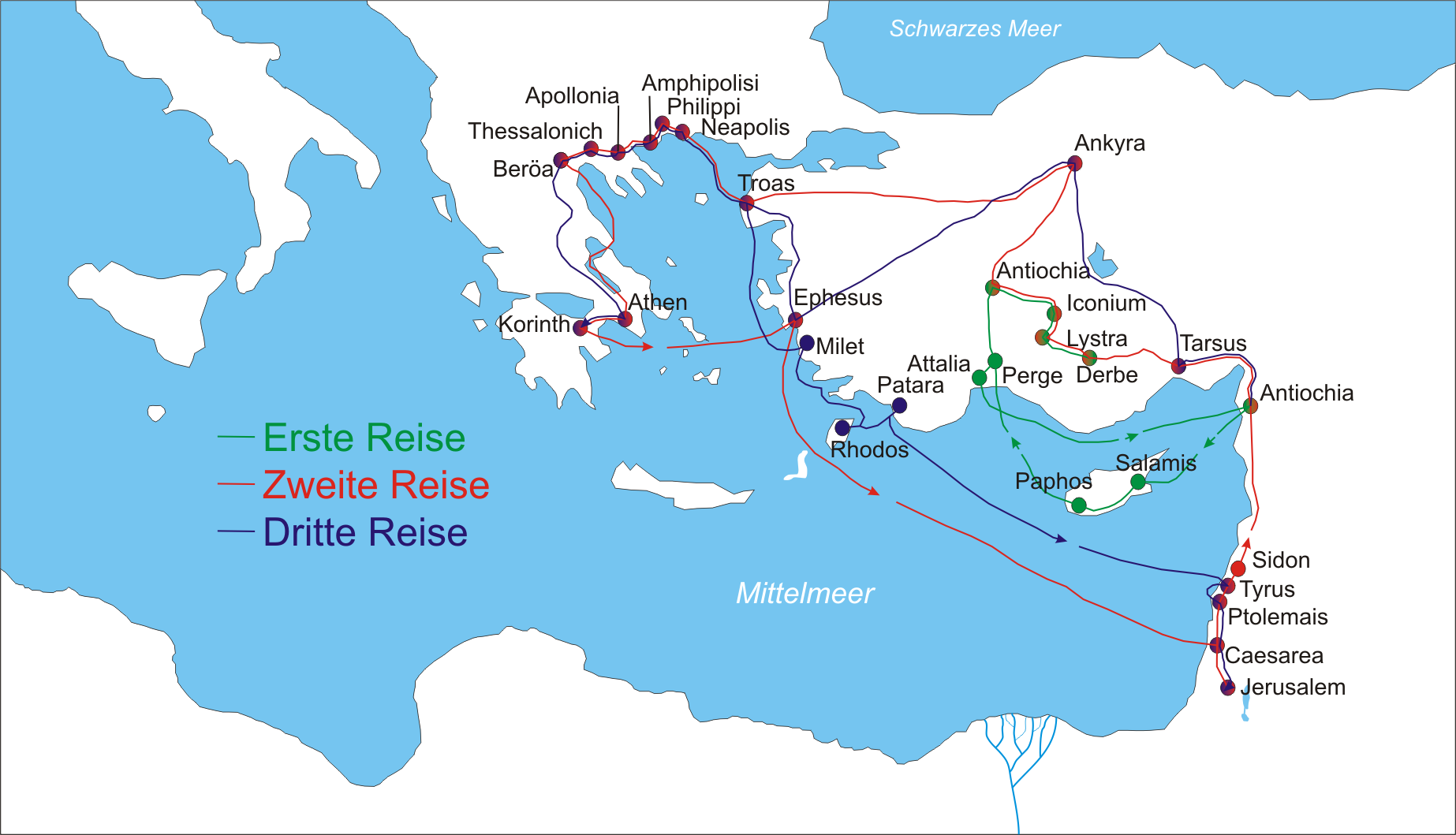
Les trois premiers voyages de Paul de Tarse. En vert : premier voyage. En rouge : deuxième voyage. En bleu : troisième voyage.

Udo Schnelle propose la chronologie suivante :

### Proto-pauliniennes
- Première épître aux Thessaloniciens : ~ 50, Corinthe, peut-être avant 48
- Première épître aux Corinthiens : 54 ou 55, Éphèse
- Deuxième épître aux Corinthiens : 55 ou 56, Macédoine
- Épître aux Galates : ~ 55, Éphèse ou Macédoine
- Épître aux Romains : printemps 56, Corinthe
- Épître aux Philippiens : ~ 60, Rome, peut-être plus tôt à Éphèse ou Césarée maritime
- Épître à Philémon : ~ 61, Rome, peut-être plus tôt à Éphèse ou Césarée maritime

### Deutéro-pauliniennes
- Épître aux Colossiens : ~ 70, Asie mineure
- Épître aux Éphésiens : ~ 80-90, Asie mineure
- Deuxième épître aux Thessaloniciens : ~ 95-100, Asie mineure ou Macédoine, peut-être 50-51, Corinthe

### Trito-pauliniennes
- Première épître à Timothée : ~ 100, Éphèse
- Deuxième épître à Timothée : ~ 100, Éphèse
- Épître à Tite : ~ 100, Éphèse

## Thèmes

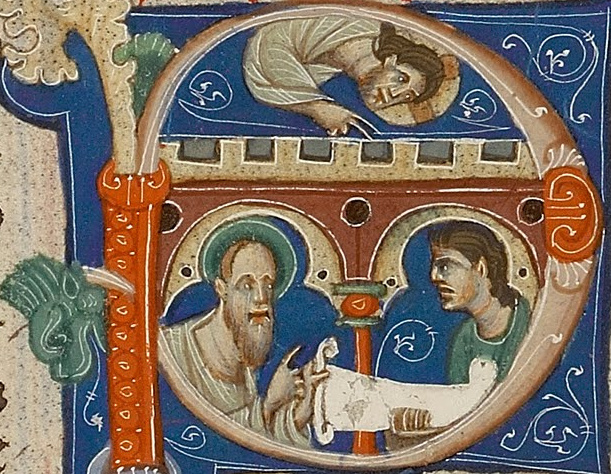
Paul remettant une lettre à un messager, miniature anonyme v. 1280, Getty Center.

Certains thèmes se recoupent dans les lettres de Paul. On peut donc les regrouper en fonction des enjeux majeurs qu'elles portent ou en fonction de leur forme.

### Lettres eschatologiques
Elles présentent l'espérance chrétienne et l'attente du retour glorieux du Christ qui marquent les premières communautés chrétiennes.
- Première épître aux Thessaloniciens
- Deuxième épître aux Thessaloniciens
- Première épître aux Corinthiens

### Lettres communautaires
Ces lettres traitent de l'actualité du salut et de la vie des communautés.
- Première épître aux Corinthiens
- Deuxième épître aux Corinthiens
- Épître aux Galates
- Épître aux Philippiens
- Épître aux Romains

### Lettres de captivité
Les lettres dites « de captivité » ont été écrites par Paul durant sa captivité à Césarée puis à Rome entre 58 et 63  ou, plus tardivement, par ses disciples.
- Épître aux Colossiens
- Épître aux Éphésiens
- Épître à Philémon

### En langue française
- Alain Badiou, Saint Paul : la fondation de l'universalisme, Paris, Presses universitaires de France, coll. « Essais du Collège international de philosophie », 1998, 119 p. (ISBN 2-13-048847-1).
- Marie-Françoise Baslez, Saint Paul, Librairie Arthème Fayard, coll. « Pluriel », 2012 (1re éd. 1991)
- Régis Burnet, Épîtres et Lettres, Paris, Cerf, 2003.
- Édouard Cothenet, Les Épitres aux Colossiens et aux Éphésiens, « Cahiers Évangile » n° 82, éditions du Cerf, 1992
- Édouard Cothenet, L'Épitre aux Galates, « Cahiers Évangile » n° 34, éditions du Cerf, 2005
- Jean-Pierre Faye, Paul de Tarse et les Juifs : la libération de l'esclavage, Germina, 2012.
- David Flusser, Pierre Geoltrain, Erich Lessing et Edward Schillebeeckx, Saint Paul, Hatier, 1980.
- Pierre Geoltrain (dir.), Aux origines du christianisme, section « Paul », p. 305 à 410 (textes de Michel Trimaille, Marcel Simon, André Chouraqui, François Brossier, Maurice Sartre, Michel Quesnel, Édouard Cothenet, Marie-Françoise Baslez et Étienne Trocmé), 2000, coll. « Folio histoire »  (ISBN 978-2-07-041114-6).
- Daniel Marguerat (dir.), Introduction au Nouveau Testament : Son histoire, son écriture, sa théologie, Labor et Fides, 2008  (ISBN 978-2-8309-1289-0).
- Yves Maris, En quête de Paul, Presses universitaires du Septentrion, 2002.
- Simon Claude Mimouni, Les Chrétiens d'origine juive dans l'Antiquité, Paris, Albin Michel, 2004.
- Simon Claude Mimouni et Pierre Maraval, Le Christianisme des origines à Constantin, Paris, Presses universitaires de France, coll. « Nouvelle Clio », 2007
- Simon Claude Mimouni, Le Judaïsme ancien du VIe siècle avant notre ère au IIIe siècle de notre ère, Paris, PUF, 2012.
- Claude Tresmontant, Schaoul qui s'appelle aussi Paulus : la théorie de la métamorphose, O.E.I.L., coll. « Bible », 1988.
- Étienne Trocmé, Saint Paul, Paris, PUF, 2003.
- François Vouga, Moi, Paul !, Bayard/Labor et Fides, 2005
- Ronald Witherup, 101 questions et réponses sur Paul de Tarse, Bruxelles, Lumen Vitæ, 2010.

### Autres langues
- Kurt Aland, "The Problem of Anonymity and Pseudonymity in Christian Literature of the First Two Centuries", Journal of Theological Studies 12, 1961, p. 39–49
- Richard Bauckham, "Pseudo-Apostolic Letters." Journal of Biblical Literature 107, 1988, p. 469–494
- Margaret M. Mitchell, Paul and the Rhetoric of Reconciliation: An Exegetical Investigation of the Language and Composition of 1 Corinthians, vol. 28, Tübingen, Mohr Siebeck, coll. « Hermeneutische Untersuchungen zur Theologie », 1991 (ISBN 9783161457944, OCLC 797505309) (OCLC 782103693). - revision of author's thesis.
- Margaret M. Mitchell, Paul, the Corinthians, and the Birth of Christian Hermeneutics, Cambridge, UK, Cambridge University Press, 2010 (ISBN 9780521197953, OCLC 496958988)
- Margaret M. Mitchell, Paul and the Emergence of Christian Textuality: early Christian literary culture in context: collected essays. Volume I, vol. 393, Tübingen, Mohr Siebeck, coll. « Wissenschaftliche Untersuchungen zum Neuen Testament », 2017 (ISBN 9783161546167, OCLC 1018406215)